# Tichosteus
Tichosteus (лат.) — сомнительный род травоядных динозавров, живших во времена верхнеюрской эпохи на территории современных США. Известен по позвонкам, извлечённым из киммериджских пород формации Моррисон, Колорадо.

## Описание
Позвонки довольно маленькие, размер эуорнитопода оценивается в 3—4 метра, хотя некоторые палеонтологи считают, что он мог достигать примерно 1,6 метра[уточнить].
Позвонки Tichosteus lucasanus почти плоские, имею незначительные вмятины, одна их сторона более расширена. Поверхность позвонков гладкая.

## История изучения
В 1877 году Орамел Уильям Лукас обнаружил два несмежных позвонка (AMNH 5770) в породах формации Моррисон для Эдварда Дринкера Копа. В том же году Коп дал животному название Tichosteus lucasanus. Родовое название означает «укреплённая кость». Видовое название динозавр получил в честь Лукаса, обнаружившего его.
В 1878 году Эдвард Коп описал вид Tichosteus aequifacies (AMNH 5771). Окаменелость была найдена рядом с тем местом, где обнаружили и типовой вид. Видовое название означает «ровный облик», с отсылкой на симметричность передней и задней частей позвонков.
Отсутствуют явные признаки того, что оба вида действительно принадлежат к одному роду.

## Систематика
Классификация рода представляла палеонтологам трудность. Изначально динозавр был отнесён к зауроподам, но проблема заключалась в том, что животное было слишком мелким. Из-за этого палеонтологи воздержались от классификации рептилии. Позже была высказана версия, что пресмыкающееся могло являться тероподом. Только в конце XX века стало ясно, что Tichosteus был, вероятно, небольшим базальным членом парвотряда игуанодонтов, что объясняет довольно простая форма позвонков.